# DCMダイキ
DCMダイキ（ディーシーエムダイキ）は、かつてDCMホールディングス傘下のDCM株式会社が、近畿地方・中国地方・四国地方・九州地方に展開していたホームセンターの店舗ブランド。
また、DCMダイキ株式会社（英: DCM DAIKI CO.,LTD.）は、2021年2月28日までこれを運営していた企業。

## 概要
名称の「ダイキ」は、創業者の姓「大亀」の音読みである。愛媛県松山市に本社を置き、ホームセンター事業のほか住宅設備および環境設備製造・販売事業を営んでいた。
かつて東証一部に上場していた（証券コード9953）ものの、2006年（平成18年）9月1日にカーマ、ホーマックと経営統合し、共同持株会社であるDCM Japanホールディングス（現在のDCMホールディングス）の傘下となった。

## 沿革
- 1958年（昭和33年）3月 - 大亀商事開店。
- 1959年（昭和34年）9月 - 大亀商事有限会社設立。
- 1962年（昭和37年）4月 - 大亀商事株式会社と改組（現・住宅機器カンパニー）。
- 1963年（昭和38年）12月 - 大亀ユニエーター株式会社を設立。
- 1964年（昭和39年）5月 - （旧）ダイキ株式会社を設立。
- 1970年（昭和45年）4月 - 大亀ユニエーター株式会社をダイキ販売株式会社に商号変更。
- 1978年（昭和53年）11月 - 株式会社ディックを設立（現・ホームセンターカンパニー）。ディック天山店・谷町店開店。
- 1981年（昭和56年）4月 - 旧ダイキ株式会社を合併、ダイキ株式会社に商号変更。
- 1988年（昭和63年）11月 - 広島県進出。ディック海田店開店。
- 1989年（平成元年） 
  - 6月 - 香川県進出。ディック三木店開店。
  - 10月 - ダイキ商事株式会社、株式会社ディックを合併。
- 1990年（平成2年）10月 - 岡山県進出。ディック西大寺店開店。
- 1991年（平成3年）4月 - 初の海外拠点となる、大連大器環保設備有限公司（中国大連市）を設立。
- 1992年（平成4年）10月 - 信州ダイキ株式会社設立。
- 1993年（平成5年）8月 - 大証二部・広証に株式上場。
- 1994年（平成6年）11月 - 兵庫県進出。ディック淡路南店開店。
- 1995年（平成7年）11月 - 山口県進出。ディック柳井店開店。
- 1996年（平成8年）
  - 9月 - 大証一部上場。
  - 11月 - 東証一部上場。
- 1997年（平成9年）11月 - 大型ホームセンター、ディックEX美沢開店。
- 1998年（平成10年）4月 - 新本社ビルが完成。
- 1999年（平成11年）12月 - 倉庫型大型ホームセンター、ディックone川島開店。
- 2000年（平成12年）12月 - ディックEX重信開店。
- 2001年（平成13年）12月 - 株式会社ベターライフの株式を取得、連結子会社化。
- 2002年（平成14年）
  - 4月 - 高知県進出。ディック四万十店開店（直営店）。
  - 5月 - 三菱レイヨンとの合弁による大連麗陽環保機器有限公司設立。株式会社カーマとホームセンター事業で業務提携。
  - 6月 - 福島ダイキ株式会社設立。
  - 10月 - 徳島県進出。ディック万代店開店。
  - 11月 - 株式会社リックコーポレーションとホームセンター事業で業務提携。
- 2003年（平成15年）
  - 2月 - ホーマック株式会社とホームセンター事業で業務提携、カーマとの3社提携化。
  - 5月26日 - カーマ・ホーマック・三井物産との共同出資で「DCM Japan」を設立し、プライベートブランド「快適上手」を導入。
- 2004年（平成16年）
  - 2月 - 株式会社ハマモク、株式会社フタガミとホームセンター事業で業務提携。
  - 10月 - 株式会社いないとホームセンター事業で業務提携。
  - 12月 - サンコー株式会社からホームセンター6店舗の営業譲渡。
- 2005年（平成17年）
  - 2月 - 株式会社関西スーパーマーケットから「ビッグパワー」2店舗の営業譲渡。大阪府進出。DCMダイキ大和田店オープン。
  - 4月 - 香川県小豆郡土庄町に、初の自社開発ショッピングセンター「オリーブタウン」開業。
  - 7月 - カーマ・ホーマックとの経営統合の前準備として、創業以来の分野である環境設備・住宅設備事業を別会社に分割することを決定。そのための受け皿会社として「株式会社ダイキアクシス」を設立。　
  - 10月 - 子会社の株式会社ベターライフを吸収合併。環境設備・住宅設備・D-OiLの各事業を「ダイキアクシス」へ継承。同時にマネジメント・バイアウトによる株式譲渡を実施し、ダイキアクシスはダイキとの資本関係が一切無くなった。
- 2006年（平成18年）
  - 8月28日 - 東証1部、大証1部上場廃止。
  - 9月1日 - カーマ・ホーマックと経営統合。DCM Japanホールディングス株式会社（現・DCMホールディングス）の傘下へ編入。
- 2008年（平成20年）
  - 6月2日 - ホームセンターサンコーの株式82.5%を取得し、子会社化。
  - 12月 - 同月末までに全店舗のストアブランドを「ディック」からコーポレートブランドの「ダイキ」へ変更。
- 2009年（平成21年） 3月1日 - オージョイフルを吸収合併。
- 2010年（平成22年）4月22日 - 福岡県進出。DCMダイキ黒崎店開店。
- 2013年（平成25年）7月1日 - 子会社のホームセンターサンコー19店舗の店名を「ダイキ」へ変更。ただし運営は引き続きホームセンターサンコーが行う。
- 2015年（平成27年）3月1日 - DCMダイキ株式会社に商号変更し、各店舗名称も「DCMダイキ◯◯店」に変更[1]。
- 2020年（令和2年）9月17日 - DCMダイキ尾道店開店。DCMダイキ最後の新規出店となった。
- 2021年（令和3年）3月1日 - 株式会社ホームセンターサンコーを合併。同時にDCM株式会社（DCM分割準備株式会社から商号変更）に吸収合併され解散。
- 2022年（令和4年）
  - 3月1日 - DCM株式会社の運営する店舗の名称を「DCM」に統一し、2年間かけて順次既存店舗の屋号変更を行うことを発表[2]。
  - 9月1日 - 全店の屋号をDCMへ統一。なお、この時点では名称上のみの統一のみで、3月1日の発表の通り看板やサインなどに使用するロゴマークは約2年かけて変更された。

## 出店形態

### ディック
ディック (DIK) は、2008年12月までダイキが使用していたホームセンターのブランド。基調の色は橙色。名称に関しては、当時馴染みの薄かったDIYの普及を図る目的もあって、日曜大工などの大工（だいく、DaIKu）とかけている。
しかし、住宅設備の面で名を馳せている「ダイキ」ブランドとホームセンターで展開している「ディック」ブランドが、同じダイキ株式会社であるとの認知度が地元以外では薄いことや、さらには2000年頃から消費者金融のディック（DIC、CFJ株式会社）が台頭し始め、そのロゴおよび色がダイキのものと酷似していることもあって、ダイキは創業50周年にあたる2008年までにホームセンターのブランドも「ダイキ」に統一することに決めた。

### ダイキ

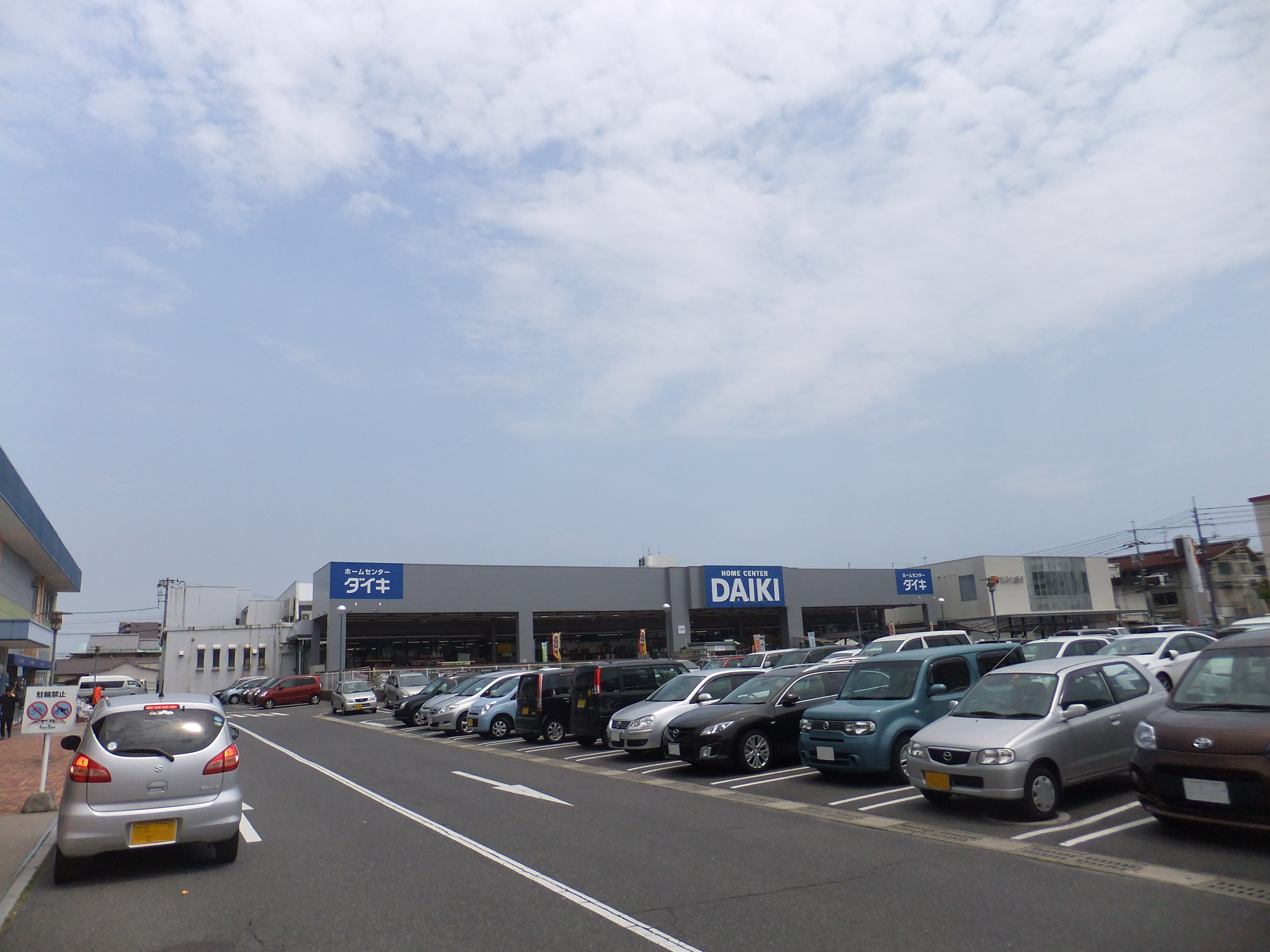
店舗の例（楽々園店）

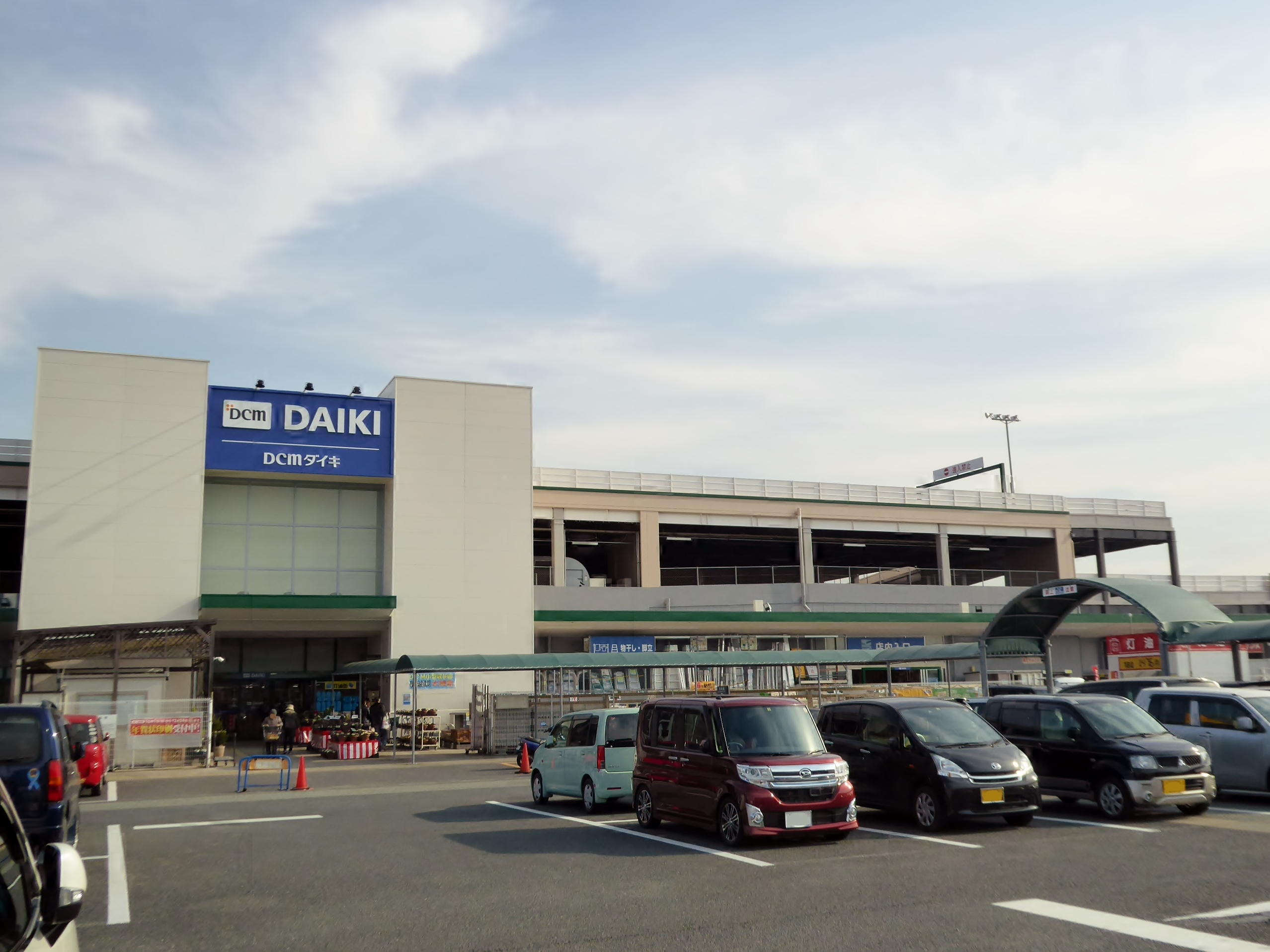
名称統一後の店舗の例（大和郡山店）

ダイキ (DAIKI) は、2003年3月から展開しているダイキのホームセンターのブランド。基調の色は青色。
ブランド変更の経緯は上記#ディックで述べた通りであり、基調の青色も、その配慮から旧ベターライフの青をそのまま採用している。創業地愛媛県や広島県を中心に残っていた「ディック」ブランドも2008年までに「ダイキ」ブランドに統一された。ところが、今度は大阪府堺市に本社を置き全国展開している同業のコーナン商事と、ロゴの色が青色で重なってしまった。
ダイキはコーナンの地盤である近畿地方に展開していたベターライフを子会社化し、またコーナンも同時期にダイキの本社・松山市に大型店舗を構え、近畿・中四国地方で競合している。また、今後は近畿方面の地盤固めのための出店と他に、北九州地方への進出を決めている。
また、子会社で、福岡県・熊本県で店舗展開していたホームセンターサンコーの店舗も2013年7月から「ホームセンターダイキ」「ダイキペット&グリーン（旧･サンコーペット&グリーン）」に店名変更され（運営は引き続きサンコー）新たに熊本県内でも店舗展開されている。なお、熊本県内で「サンコー」から転換された店舗においては、外装のロゴが英文ロゴの「DAIKI」ではなく、和文ロゴの「ダイキ」がメインで使用されるケースが多い。
2015年2月までは以下に挙げる店舗規模などによる特殊な店舗形態の他は、全て「ダイキ」という店舗形態で通常のホームセンター形態である。他企業の店舗的には、コーナンホームストックやアヤハディオのディオハウスと同列に値する。また、長らく同郷企業であったフジと併設・隣接して出店している店舗も少なくない。(EX松前(エミフルMASAKI敷地内別館)、EX重信(グラン重信隣)、垣生店、宇和店、丸亀店(グラン丸亀敷地内別館)、四万十店(グラン四万十隣)、のいち店(グラン野市隣)、徳島石井店(グラン石井敷地内別館)、阿南店(グラン阿南隣)など)
2015年3月1日の商号変更により、店舗名称は全業務形態統一の「DCMダイキ」と変わったがそれ以外は特に変更点はない。商号変更以後に開店した店舗については、DCMロゴが付加されている。また、既存店舗にも随時DCMロゴを追加している。特殊形態店舗に付帯してるEXなどのロゴもそのまま残されていたが、改装時などに「DCMダイキ」仕様のロゴに掛け替えられるなどして撤去されるケースも増えていた。

#### ダイキEX
ダイキEX（ダイキイー・エックス）は、「ダイキ」ブランドで展開するホームセンターの中でも（郊外型）大型店舗形態であった。DCMダイキにブランドが統一される以前は、ダイキEX美沢（愛媛県松山市）・ダイキEX松前（松前町）・ダイキEX重信（東温市）・ダイキEX坂（広島県安芸郡坂町）・ダイキEX明石（兵庫県明石市）・ダイキEX岡山（岡山県岡山市南区）の6店舗が存在した。
なお、まだブランド統一前の「ディックEX」の場合は、-イー・エックスの他にディックスと呼ぶ（店内アナウンスは後者）。
ただ、中にはカーピットや産直市まで持つ周桑店のようにEX並みの売り場を持ちながらも店舗ブランドはダイキ(無印)という店舗も存在しており境界線はあやふやである。

#### ダイキone
ダイキone（ダイキワン）は、「ダイキ」ブランドの中の倉庫型の店舗形態であった。DCMダイキにブランドが統一される以前は、ダイキone川島（香川県高松市）・ダイキone下関（山口県下関市）・ダイキone新居浜（愛媛県新居浜市:2008年8月ダイキEX新居浜店舗増床・取扱品目増強により名称変更）の3店舗があった。

#### ダイキmini
ダイキmini（ダイキミニ）は、「ダイキ」ブランドのうち地域密着型の小規模店舗である。しかし、DCMダイキ変更前の時点で1店舗も存在していなかったので、通常の「ダイキ」に統一され消滅した形態とも考えられる。

### オージョイフル
2009年3月1日に吸収合併した、旧オージョイフルが運営していた店舗のブランド。一部店舗を除き、現在はダイキブランドに転換している。

## 運営店舗
161店舗（2009年3月1日現在、ホームセンターサンコー19店を含む）。詳しい情報は、店舗・チラシを参照のこと。
出店地域は近畿地方5府県（滋賀県を除く）、三重県（熊野市の1店舗のみ）、中国地方3県（山陰2県を除く）、四国4県、福岡県、熊本県。なお滋賀県ならびに三重県中北部には同グループのDCMカーマが出店している。

### かつて存在した店舗
- ディック見奈良店（愛媛県東温市）2007年12月閉店。レスパスシティ内に存在しており、2022年現在では同施設内に競合のコーナンが入っている。
- ダイキ東予店（愛媛県西条市（旧東予市））2012年11月18日、周桑店オープン（同28日）に伴い閉店。しばらくテナントビルはマルナカとして使用されていたが、2020年2月現在は大屋(ドラッグストアmac 東予店/TSUTAYA 東予店)となっている。
- ダイキ駅家店（広島県福山市）
- ダイキ松永店（広島県福山市）
- ダイキ中央店（広島県東広島市）2010年12月31日閉店
- ダイキ高陽店（広島県広島市安佐北区）2011年4月17日閉店
- ダイキ蔵王店（広島県福山市）2011年5月15日閉店　跡地はドラッグストアコスモスとなっている。
- ダイキ泉佐野店（大阪府泉佐野市）
- ダイキおおたに店（愛媛県西予市）2008年2月29日閉店
- ダイキ宇和うつのみや店（愛媛県西予市）2008年6月1日閉店
- ダイキ観音寺店（香川県観音寺市）
- ダイキ長島店（三重県紀北町）2011年7月18日閉店
- ダイキ久米店（岡山県岡山市北区）2010年7月4日閉店。建物は株式会社G-7ホールディングスが経営（子会社含む）のバイクワールドとメガリサイクル王国と100円ショップのダイソー（G-7がフランチャイズ会社として運営）とタックルベリーが入った施設として現存。
- ダイキ打田店（和歌山県紀の川市）2012年8月19日閉店
- DCMダイキ三島店（愛媛県四国中央市（旧伊予三島市））2019年9月22日閉店、建物はドン・キホーテ四国中央店として現存。
- DCMダイキ三田店（兵庫県三田市）2021年9月26日閉店、建物はロピア三田店として現存。

## スポーツ
（同社ホームページ「ダイキスポーツ」より抜粋）

### ビーチバレー
ダイキはスポーツ分野でも活躍しており、中でも有名なのがビーチバレーのダイキ・ヒメッツである。アトランタオリンピックで活躍した元・バレーボール全日本代表の佐伯美香と、徳野涼子でチームを構成している。元は、地元出身である佐伯の五輪出場のバックアップを目的として設立された経緯があり、2009年3月、佐伯のビーチバレー引退に伴い、休部した。
- 佐伯美香 シドニーオリンピック4位入賞、他
- 徳野涼子 アテネオリンピック17位、他

### ボート
また、ダイキにはダイキボート部があり、武田大作が所属している。
- 武田大作 アテネオリンピック6位入賞、他

### 弓道
弓道部は、1994年4月に結成された。
- 山内絵里加
- 北風磨理
- 玉木里奈
- 岡本豊未
- 山下花凛

## 関連企業
- DCMホールディングス株式会社
- DCM - DCMダイキほか以下の4社を2021年3月1日に統合した企業。
  - DCMカーマ - DCMホーマック - DCMくろがねや - DCMサンワ

### 子会社
- ダイキ不動産情報株式会社
- 株式会社キャップ

### その他
- 一宮運輸株式会社
- 高末株式会社
- 双葉運輸株式会社

### かつて関連企業だった会社
- DCMジャパン株式会社 - DCM Japanホールディングスに吸収合併。
- 株式会社ベターライフ - 吸収合併により消滅。
- はと観光株式会社 - 2006年に伊予商運に保有する全株式を売却[3]。